# Bundesratswahl 1989
Die Bundesratswahl 1989 fand am 1. Februar 1989 statt. Sie wurde nötig, da Bundesrätin Elisabeth Kopp (FDP) nach dem Kopp-Skandal ihren Rücktritt erklärt hatte.

## Die Wahl
Die Ersatzwahl war in der Vereinigten Bundesversammlung auf den 1. Februar angesetzt. Die FDP erhob gemäss der Zauberformel Anspruch auf den Sitz. Favorit war der Luzerner Ständerat Kaspar Villiger.

### Resultate
|                         |                         | 1. Wahlgang |
| ----------------------- | ----------------------- | ----------- |
| ausgeteilte Wahlzettel  | ausgeteilte Wahlzettel  | 241         |
| eingegangene Wahlzettel | eingegangene Wahlzettel | 241         |
| leer/ungültig           | leer/ungültig           | 6/0         |
| gültig total            | gültig total            | 235         |
| absolutes Mehr          | absolutes Mehr          | 118         |
| Kaspar Villiger         | Kaspar Villiger         | 124         |
|                         | Franz Steinegger (FDP)  | 35          |
|                         | Monika Weber (LdU)      | 33          |
|                         | Georg Stucky (FDP)      | 19          |
|                         | Lilian Uchtenhagen (SP) | 13          |
| verschiedene            | verschiedene            | 11          |

Damit wurde Villiger im 1. Wahlgang mit einer deutlichen Mehrheit gewählt.